# Gamsbach (Salza)
Der Gamsbach  ist ein linker Nebenfluss der Salza im österreichischen Bundesland Steiermark.

## Name
Der Gamsbach wird 1139 als Gemze erstmals urkundlich erwähnt. Der Name leitet sich vom slawischen *Kamenica ab und bedeutet 'Steinbach'.

## Verlauf
Der Gamsbach entspringt auf der Eichmayralm zwischen Hochkar und Hochschwab. Er fließt bis zu seiner Mündung nach Gams bei Hieflau in westlicher Richtung.
Die Fläche der ehemaligen Gemeinde Gams bei Hieflau ist deckungsgleich mit dem Einzugsgebiet des Gamsbachs. Das Gebiet gehört zur heutigen Gemeinde Landl. 

## Nebenbäche
Das Einzugsgebiet des Gamsbachs umfasst 44,46 Quadratkilometer. Die wichtigsten Nebenbäche sind:
| Name             | Mündungsseite | Mündungsort      | Einzugsgebiet in km² |
| ---------------- | ------------- | ---------------- | -------------------- |
| Happlgraben      | rechts        |                  | 1,93                 |
| Streichergraben  | links         | Kronsteiner      | 1,30                 |
| Rumplergraben    | rechts        | Haid             | 1,18                 |
| Zwieselbach      | links         | Haid             | 8,37                 |
| Kesslgraben      | rechts        | Haid             | 1,71                 |
| Köpplgraben      | rechts        | Sommerauer       | 1,25                 |
| Wolfsteingraben  | rechts        | Abl              | 1,55                 |
| Sattlbauergraben | rechts        |                  | 2,01                 |
| Neuner Bach      | links         | Gürtelwirt       | 1,10                 |
| Sulzbach         | links         | Gams bei Hieflau | 6,04                 |
| Radstattgraben   | links         | Gams bei Hieflau | 1,23                 |
| Gamsleitengraben | rechts        | Schönleiten      | 1,62                 |

## Natur
- Naturpark Steirische Eisenwurzen: Der Gamsbach liegt im UNESCO Global Geopark Steirische Eisenwurzen.[4]
- Nothklamm: Ein 700 Meter langer Steig führt durch die Nothklamm, wo sich die einzige Steinkugelmühle der Steiermark befindet.[5] In der Nothklamm wurden versteinerte Schnecken und Muschelschalen gefunden, die in 15 Stationen gezeigt werden.[6]